# Saint-Salvy-de-la-Balme
Saint-Salvy-de-la-Balme est une commune française située dans le département du Tarn en région Occitanie. Sur le plan historique et culturel, la commune est dans le Sidobre, un territoire granitique couverts de forêts, à l'est de Castres.
Exposée à un climat océanique altéré, elle est drainée par la Durencuse, le Lézert et par divers autres petits cours d'eau. Incluse dans le parc naturel régional du Haut-Languedoc.
Saint-Salvy-de-la-Balme est une commune rurale qui compte 528 habitants en 2022.  Elle fait partie de l'aire d'attraction de Castres. Ses habitants sont appelés les Saint-Salviols ou  Saint-Salvioles.

## Géographie

### Communes limitrophes
Saint-Salvy-de-la-Balme est limitrophe de six autres communes.
Les communes limitrophes sont  Boissezon, Burlats, Cambounès, Castres, Le Bez et Noailhac.
|         | Burlats                 | Le Bez    |
| Castres | Saint-Salvy-de-la-Balme | Cambounès |
|         | Noailhac                | Boissezon |

### Géologie et relief
Le village est situé au cœur du massif granitique du Sidobre.

### Hydrographie
La commune est dans le bassin de la Garonne, au sein du bassin hydrographique Adour-Garonne. Elle est drainée par la Durencuse, le Lézert, le ruisseau de Chabbert, le ruisseau de Ganoubre, le ruisseau de Lézertou, le ruisseau de Mirgou et par divers petits cours d'eau, qui constituent un réseau hydrographique de 20 km de longueur totale,.
La Durencuse, d'une longueur totale de 17,7 km, prend sa source dans la commune du Bez et s'écoule d'est en ouest. Elle traverse la commune et se jette dans la Durenque à Boissezon, après avoir traversé 5 communes.
Le Lézert, d'une longueur totale de 16,5 km, prend sa source dans la commune de Teillet et s'écoule du nord-est au sud-ouest. Il se jette dans le Dadou à Terre-de-Bancalié.

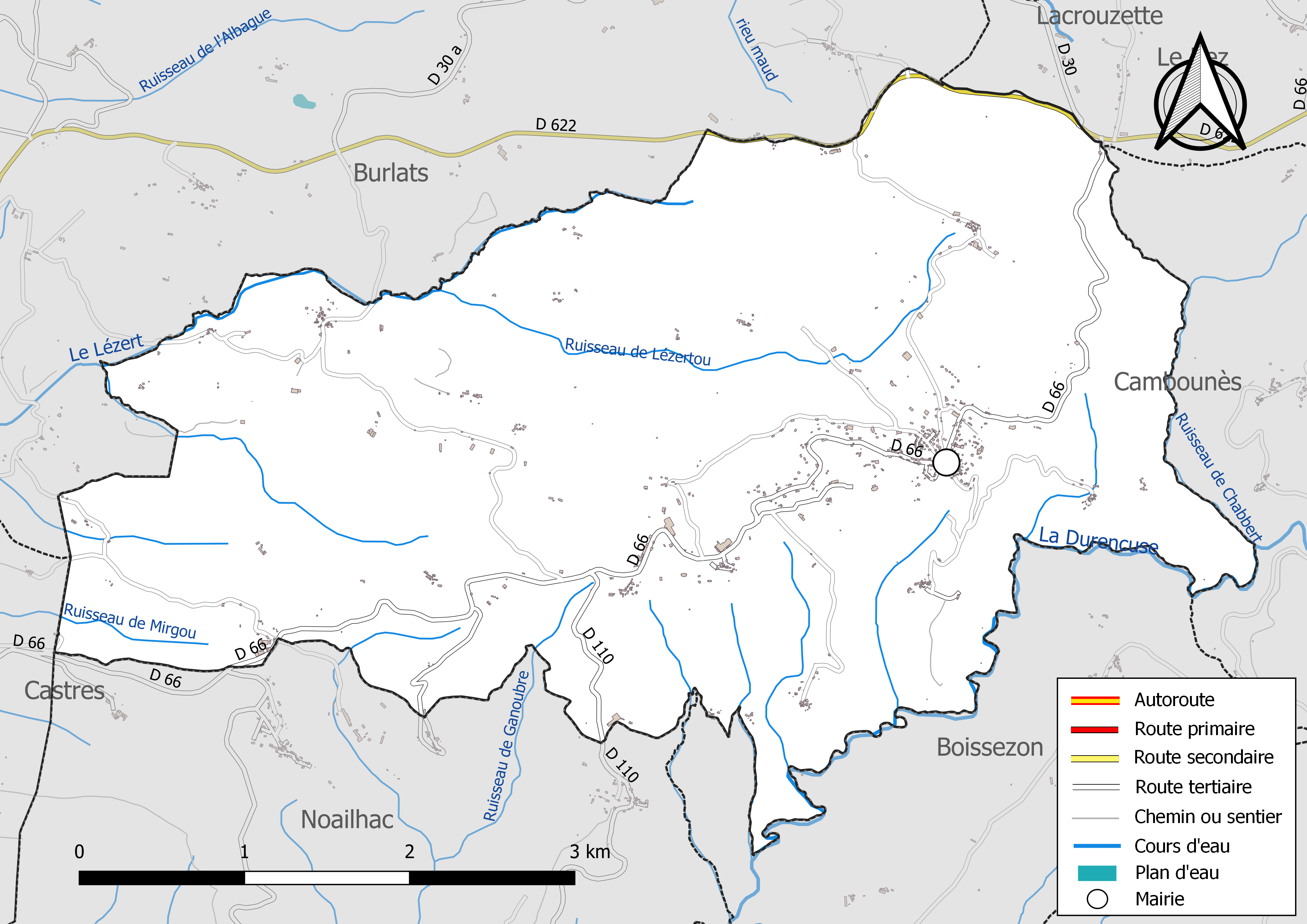
Réseaux hydrographique et routier de Saint-Salvy-de-la-Balme.

### Climat
Pour des articles plus généraux, voir Climat de l'Occitanie et Climat du Tarn.
En 2010, le climat de la commune est de type climat océanique altéré, selon une étude du Centre national de la recherche scientifique s'appuyant sur une série de données couvrant la période 1971-2000. En 2020, Météo-France publie une typologie des climats de la France métropolitaine dans laquelle la commune est toujours exposée à un climat océanique altéré et est dans la région climatique Aquitaine, Gascogne, caractérisée par une pluviométrie abondante au printemps, modérée en automne, un faible ensoleillement au printemps, un été chaud (19,5 °C), des vents faibles, des brouillards fréquents en automne et en hiver et des orages fréquents en été (15 à 20 jours).
Pour la période 1971-2000, la température annuelle moyenne est de 11,4 °C, avec une amplitude thermique annuelle de 15 °C. Le cumul annuel moyen de précipitations est de 1 120 mm, avec 11,6 jours de précipitations en janvier et 6,5 jours en juillet. Pour la période 1991-2020, la température moyenne annuelle observée sur la station météorologique de Météo-France la plus proche, « Mazamet », sur la commune de Mazamet à 13 km à vol d'oiseau, est de 11,4 °C et le cumul annuel moyen de précipitations est de 1 179,1 mm. 
La température maximale relevée sur cette station est de 37,8 °C, atteinte le 26 août 2010 ; la température minimale est de −21,5 °C, atteinte le 16 janvier 1985,,.
Les paramètres climatiques de la commune ont été estimés pour le milieu du siècle (2041-2070) selon différents scénarios d'émission de gaz à effet de serre à partir des nouvelles projections climatiques de référence DRIAS-2020. Ils sont consultables sur un site dédié publié par Météo-France en novembre 2022.

### Milieux naturels et biodiversité

#### Espaces protégés
La protection réglementaire est le mode d’intervention le plus fort pour préserver des espaces naturels remarquables et leur biodiversité associée,.
La commune fait partie du parc naturel régional du Haut-Languedoc, créé en 1973 et d'une superficie de 307 184 ha, qui s'étend sur 118 communes et deux départements. Implanté de part et d’autre de la ligne de partage des eaux entre Océan Atlantique et mer Méditerranée, ce territoire est un véritable balcon dominant les plaines viticoles du Languedoc et les étendues céréalières du Lauragais,

## Urbanisme

### Typologie
Au 1er janvier 2024, Saint-Salvy-de-la-Balme est catégorisée commune rurale à habitat dispersé, selon la nouvelle grille communale de densité à sept niveaux définie par l'Insee en 2022.
Elle est située hors unité urbaine. Par ailleurs la commune fait partie de l'aire d'attraction de Castres, dont elle est une commune de la couronne,. Cette aire, qui regroupe 55 communes, est catégorisée dans les aires de 50 000 à moins de 200 000 habitants,.

### Occupation des sols
L'occupation des sols de la commune, telle qu'elle ressort de la base de données européenne d’occupation biophysique des sols Corine Land Cover (CLC), est marquée par l'importance des forêts et milieux semi-naturels (80,4 % en 2018), en augmentation par rapport à 1990 (75,6 %). La répartition détaillée en 2018 est la suivante : 
forêts (77,6 %), prairies (10,1 %), zones agricoles hétérogènes (6 %), milieux à végétation arbustive et/ou herbacée (2,8 %), mines, décharges et chantiers (2,1 %), zones urbanisées (1,3 %). L'évolution de l’occupation des sols de la commune et de ses infrastructures peut être observée sur les différentes représentations cartographiques du territoire : la carte de Cassini (XVIIIe siècle), la carte d'état-major (1820-1866) et les cartes ou photos aériennes de l'IGN pour la période actuelle (1950 à aujourd'hui).

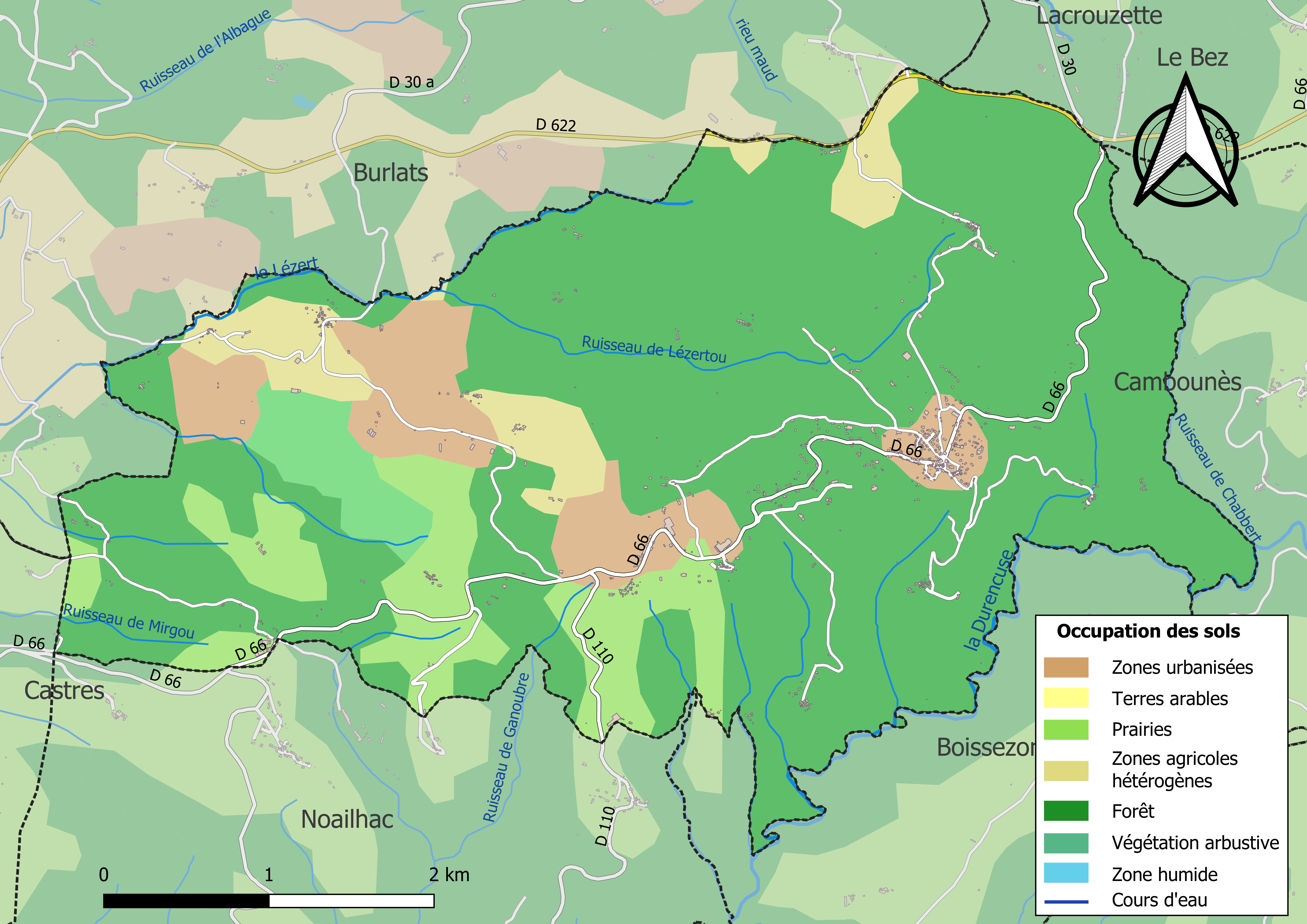
Carte des infrastructures et de l'occupation des sols de la commune en 2018 (CLC).

### Risques majeurs
Le territoire de la commune de Saint-Salvy-de-la-Balme est vulnérable à différents aléas naturels : météorologiques (tempête, orage, neige, grand froid, canicule ou sécheresse), inondations, feux de forêts, mouvements de terrains et séisme (sismicité très faible). Il est également exposé à un risque technologique,  le transport de matières dangereuses, et à un risque particulier : le risque de radon. Un site publié par le BRGM permet d'évaluer simplement et rapidement les risques d'un bien localisé soit par son adresse soit par le numéro de sa parcelle.

#### Risques naturels
Certaines parties du territoire communal sont susceptibles d’être affectées par le risque d’inondation par débordement de cours d'eau, notamment la Durencuse. La cartographie des zones inondables en ex-Midi-Pyrénées réalisée dans le cadre du XIe Contrat de plan État-région, visant à informer les citoyens et les décideurs sur le risque d’inondation, est accessible sur le site de la DREAL Occitanie. La commune a été reconnue en état de catastrophe naturelle au titre des dommages causés par les inondations et coulées de boue survenues en 1982, 2012 et 2020,.
Saint-Salvy-de-la-Balme est exposée au risque de feu de forêt. En 2022, il n'existe pas de Plan de Prévention des Risques incendie de forêt (PPRif). Le débroussaillement aux abords des maisons constitue l’une des meilleures protections pour les particuliers contre le feu,.

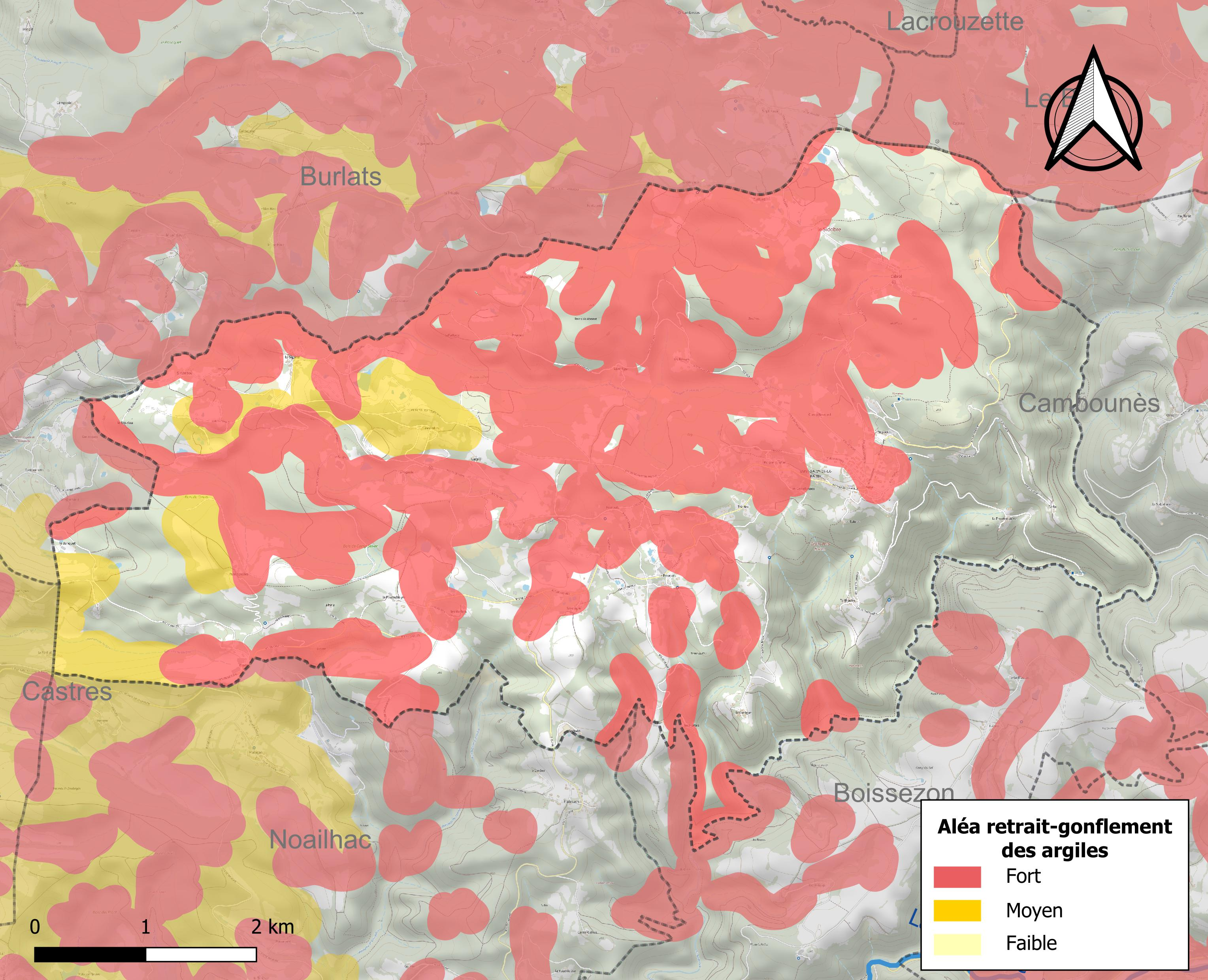
Carte des zones d'aléa retrait-gonflement des sols argileux de Saint-Salvy-de-la-Balme.

La commune est vulnérable au risque de mouvements de terrains constitué principalement du retrait-gonflement des sols argileux. Cet aléa est susceptible d'engendrer des dommages importants aux bâtiments en cas d’alternance de périodes de sécheresse et de pluie. 56,5 % de la superficie communale est en aléa moyen ou fort (76,3 % au niveau départemental et 48,5 % au niveau national). Sur les 363 bâtiments dénombrés sur la commune en 2019, 210 sont en aléa moyen ou fort, soit 58 %, à comparer aux 90 % au niveau départemental et 54 % au niveau national. Une cartographie de l'exposition du territoire national au retrait gonflement des sols argileux est disponible sur le site du BRGM,.
Par ailleurs, afin de mieux appréhender le risque d’affaissement de terrain, l'inventaire national des cavités souterraines permet de localiser celles situées sur la commune.

#### Risques technologiques
Le risque de transport de matières dangereuses sur la commune est lié à sa traversée par des infrastructures routières ou ferroviaires importantes ou la présence d'une canalisation de transport d'hydrocarbures. Un accident se produisant sur de telles infrastructures est susceptible d’avoir des effets graves sur les biens, les personnes ou l'environnement, selon la nature du matériau transporté. Des dispositions d’urbanisme peuvent être préconisées en conséquence.

#### Risque particulier
Dans plusieurs parties du territoire national, le radon, accumulé dans certains logements ou autres locaux, peut constituer une source significative d’exposition de la population aux rayonnements ionisants. Certaines communes du département sont concernées par le risque radon à un niveau plus ou moins élevé. Selon la classification de 2018, la commune de Saint-Salvy-de-la-Balme est classée en zone 3, à savoir zone à potentiel radon significatif.

## Histoire

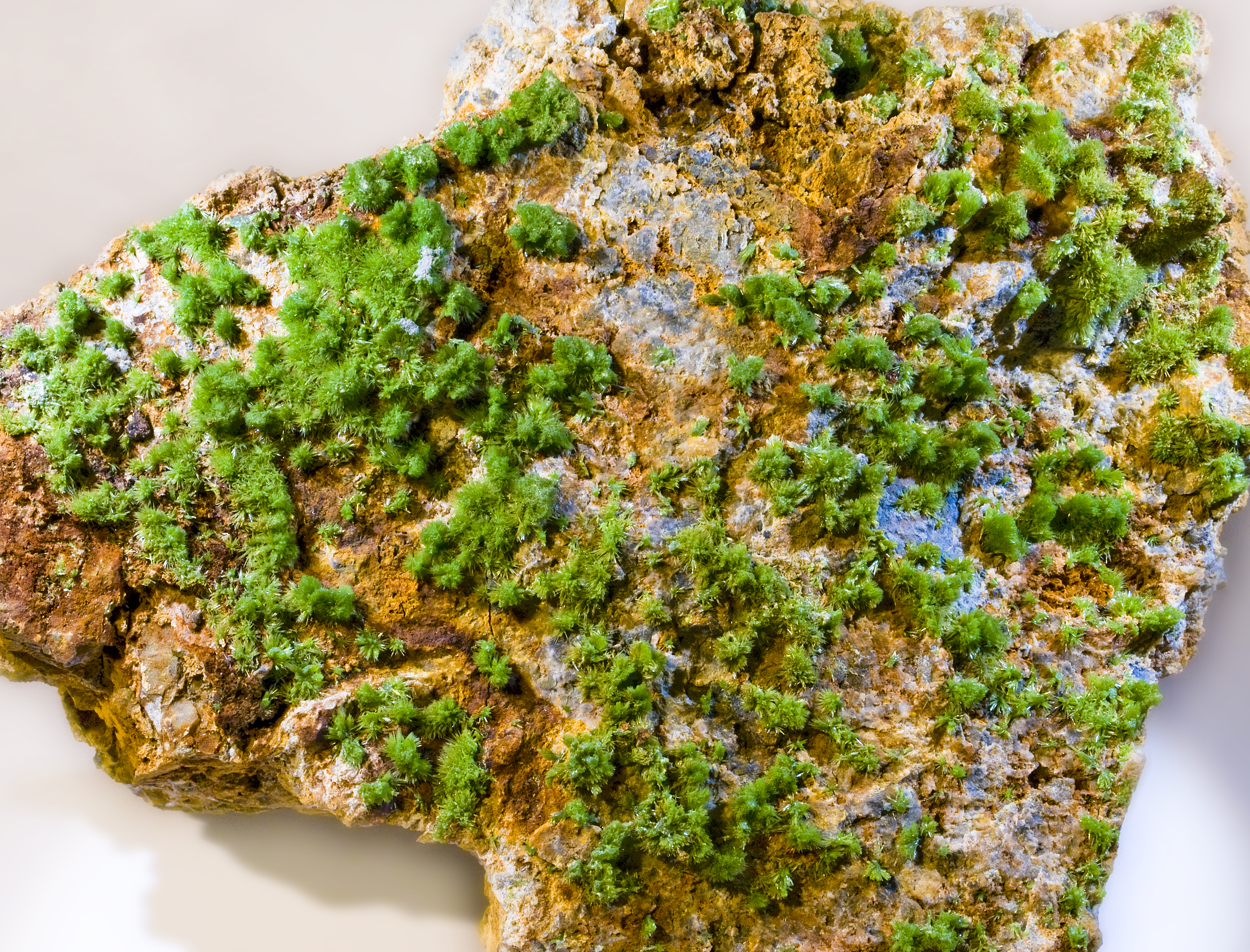
Pyromorphite - mine de Saint-Salvy.

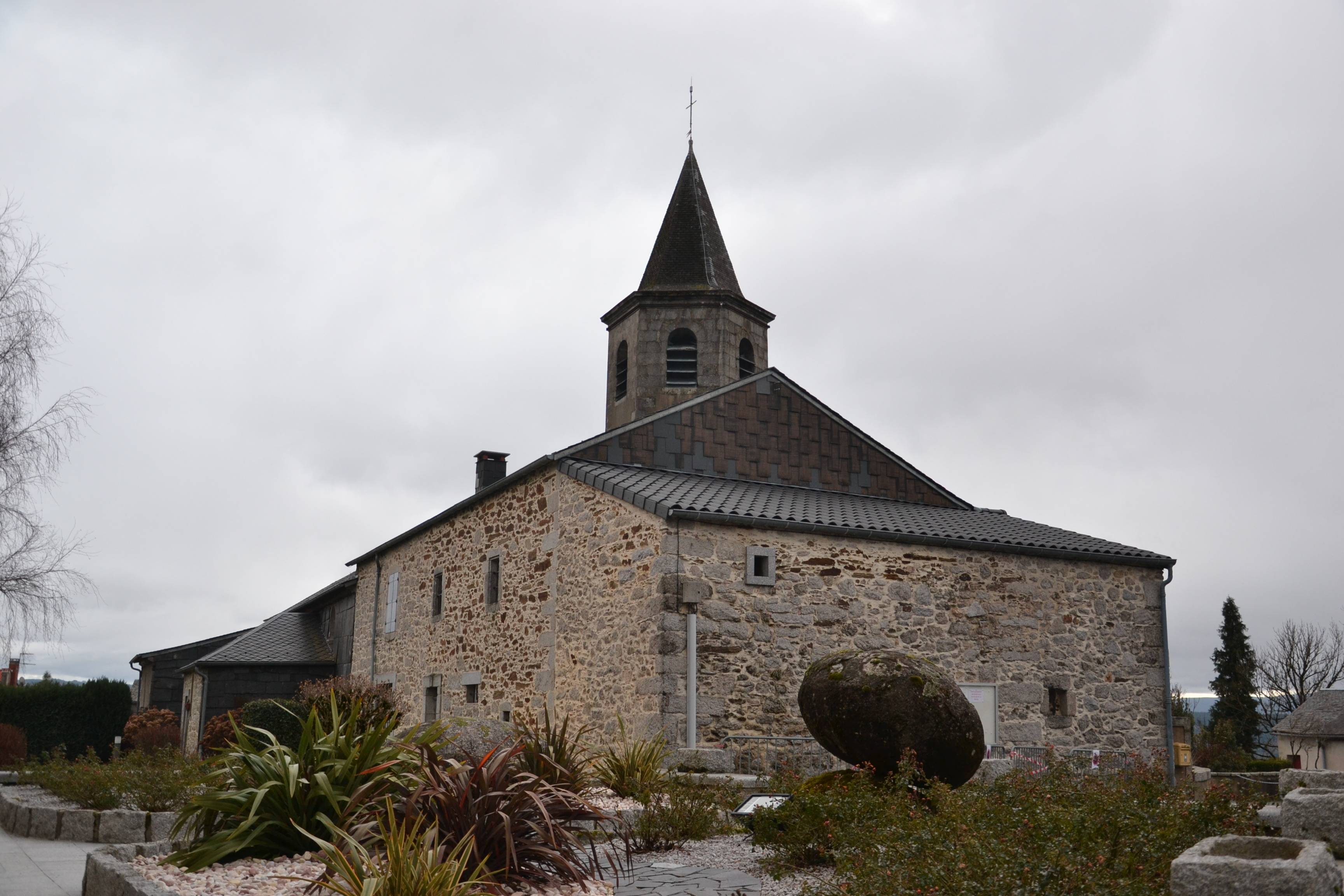
Église de Saint-Salvy-de-la-Balme

La commune a été créée par le décret du 22 juin 1889 et rattachée au canton de Mazamet. Elle faisait partie auparavant du territoire de Boissezon. Par le décret no 73-675 du 13 juillet 1973, elle a été rattachée au canton de Mazamet-Nord-Est. Pendant une vingtaine d'années, une mine de zinc située à cheval entre les communes de Saint-Salvy et Noailhac (un village voisin) a été exploitée.
La commune vit presque exclusivement de l'exploitation et de la transformation du granite brut à l'usage du secteur public (monuments) ou des particuliers (cuisines, etc.) On trouve sur le territoire de cette commune les Carrières Plo, la plus grande carrière de granite à ciel ouvert d'Europe. La teinte et la pureté du granite de cette carrière a valu à l’entreprise Plo d’être choisie pour le dallage des Champs-Élysées à Paris et la façade de la Passion de la Sagrada Família.

### Héraldique
| Saint-Salvy-de-la-Balme | Son blasonnement est : Parti : au premier de gueules aux deux épis de blé d'or passés en sautoir, au second d'or aux quatre pierres de granit cousues d'argent formant un seul bloc, une en chef, une en pointe et deux en pal ; au chef d'azur chargé de trois pommes de pin d'or. |

## Politique et administration
| Période                                  | Période           | Identité                              | Étiquette     | Qualité |
| ---------------------------------------- | ----------------- | ------------------------------------- | ------------- | ------- |
| mars 2014                                | En cours          | Francis Galindo                       | Divers droite |         |
| mars 1971                                | mars 2014         | Jean Richard                          |               |         |
| 19 septembre 1953                        | 18 mars 1971      | Fernand Raynaud                       |               |         |
| 17 mai 1945                              | 19 septembre 1953 | Louis Raynaud                         |               |         |
| 19 juillet 1935                          | 17 mai 1945       | Henri Lucas (fils)                    |               |         |
| 19 mai 1935                              | 19 juillet 1935   | François Raynaud (décédé en fonction) |               |         |
| 17 mai 1925                              | 19 juillet 1935   | Joseph Mialhe                         |               |         |
| 10 décembre 1919                         | 17 mai 1925       | Henri Lucas (père)                    |               |         |
| 19 mai 1912                              | 10 décembre 1919  | Jean Gau                              |               |         |
| 1 juillet 1906                           | 19 mai 1912       | Henri Lucas (père)                    |               |         |
| 26 juillet 1889                          | 1 juillet 1906    | Jean Estève (décédé en fonction)      |               |         |
| Les données manquantes sont à compléter. |                   |                                       |               |         |

## Démographie
| 1891 | 1896 | 1901 | 1906 | 1911 | 1921 | 1926 | 1931 | 1936 |
| ---- | ---- | ---- | ---- | ---- | ---- | ---- | ---- | ---- |
| 787  | 757  | 724  | 688  | 659  | 534  | 526  | 521  | 509  |

| 1946 | 1954 | 1962 | 1968 | 1975 | 1982 | 1990 | 1999 | 2006 |
| ---- | ---- | ---- | ---- | ---- | ---- | ---- | ---- | ---- |
| 484  | 466  | 488  | 522  | 550  | 634  | 590  | 569  | 574  |

| 2007 | 2012 | 2017 | 2022 | - | - | - | - | - |
| ---- | ---- | ---- | ---- | - | - | - | - | - |
| 575  | 551  | 522  | 528  | - | - | - | - | - |

## Économie

### Revenus
En 2018, la commune compte 255 ménages fiscaux, regroupant 499 personnes. La médiane du revenu disponible par unité de consommation est de 20 390 € (20 400 € dans le département).

### Emploi
|                | 2008  | 2013  | 2018 |
| -------------- | ----- | ----- | ---- |
| Commune        | 7,6 % | 7,5 % | 10 % |
| Département    | 8,2 % | 9,9 % | 10 % |
| France entière | 8,3 % | 10 %  | 10 % |

En 2018, la population âgée de 15 à 64 ans s'élève à 314 personnes, parmi lesquelles on compte 76,3 % d'actifs (66,3 % ayant un emploi et 10 % de chômeurs) et 23,7 % d'inactifs,. En  2018, le taux de chômage communal (au sens du recensement) des 15-64 ans est supérieur à celui du département et de la France, alors qu'en 2008 la situation était inverse.
La commune fait partie de la couronne de l'aire d'attraction de Castres, du fait qu'au moins 15 % des actifs travaillent dans le pôle,. Elle compte 198 emplois en 2018, contre 217 en 2013 et 242 en 2008. Le nombre d'actifs ayant un emploi résidant dans la commune est de 210, soit un indicateur de concentration d'emploi de 94,4 % et un taux d'activité parmi les 15 ans ou plus de 52,2 %.
Sur ces 210 actifs de 15 ans ou plus ayant un emploi, 79 travaillent dans la commune, soit 38 % des habitants. Pour se rendre au travail, 84 % des habitants utilisent un véhicule personnel ou de fonction à quatre roues, 0,5 % les transports en commun, 8,5 % s'y rendent en deux-roues, à vélo ou à pied et 7 % n'ont pas besoin de transport (travail au domicile).

### Activités hors agriculture
68 établissements sont implantés  à Saint-Salvy-de-la-Balme au 31 décembre 2019. Le tableau ci-dessous en détaille le nombre par secteur d'activité et compare les ratios avec ceux du département,.
| Secteur d'activité                                                                                        | Commune | Commune | Département |
| Secteur d'activité                                                                                        | Nombre  | %       | %           |
| --- | ------- | ------- | ----------- |
| Ensemble                                                                                                  | 68      |         |             |
| Industrie manufacturière, industries extractives et autres                                                | 30      | 44,1 %  | (13 %)      |
| Construction                                                                                              | 8       | 11,8 %  | (12,5 %)    |
| Commerce de gros et de détail, transports, hébergement et restauration                                    | 13      | 19,1 %  | (26,7 %)    |
| Activités immobilières                                                                                    | 3       | 4,4 %   | (4,2 %)     |
| Activités spécialisées, scientifiques et techniques et activités de services administratifs et de soutien | 7       | 10,3 %  | (13,8 %)    |
| Administration publique, enseignement, santé humaine et action sociale                                    | 2       | 2,9 %   | (15,5 %)    |
| Autres activités de services                                                                              | 5       | 7,4 %   | (9 %)       |

Le secteur de l'industrie manufacturière, des industries extractives et autres est prépondérant sur la commune puisqu'il représente 44,1 % du nombre total d'établissements de la commune (30 sur les 68 entreprises implantées  à Saint-Salvy-de-la-Balme), contre 13 % au niveau départemental.

### Agriculture
|               | 1988 | 2000 | 2010 | 2020 |
| ------------- | ---- | ---- | ---- | ---- |
| Exploitations | 20   | 11   | 9    | 5    |
| SAU (ha)      | 314  | 409  | 452  | 470  |

La commune est dans la Montagne Noire, une petite région agricole située dans le sud du département du Tarn. En 2020, l'orientation technico-économique de l'agriculture  sur la commune est l'élevage de bovins, pour la viande. Cinq exploitations agricoles ayant leur siège dans la commune sont dénombrées lors du recensement agricole de 2020 (20 en 1988). La superficie agricole utilisée est de 470 ha,,.

## Culture locale et patrimoine

### Lieux et monuments
- Chaos de la Balme ;

- Site de l'Enclume ;

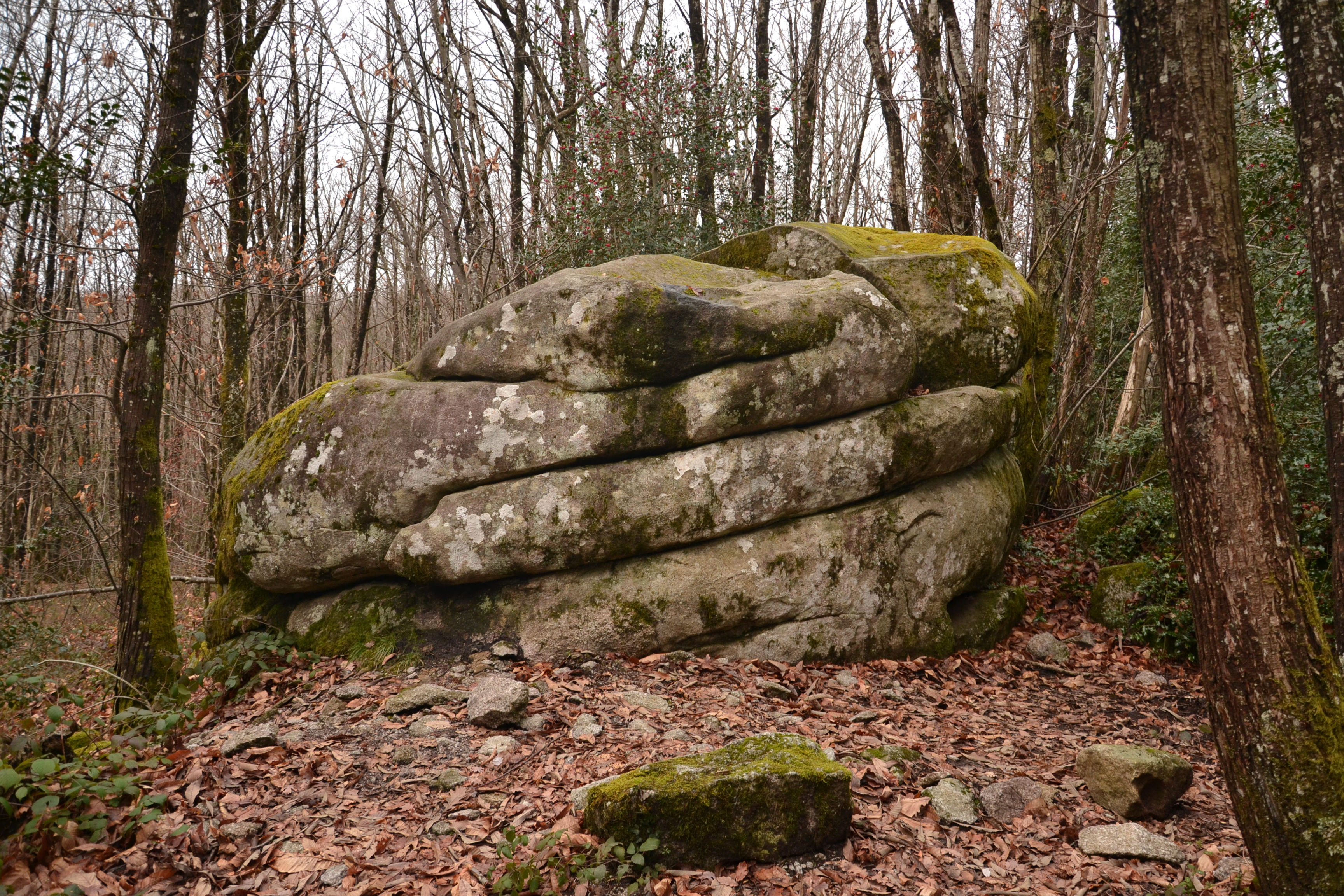
Le rocher de l'Hamburger (Chaos de la Balme)

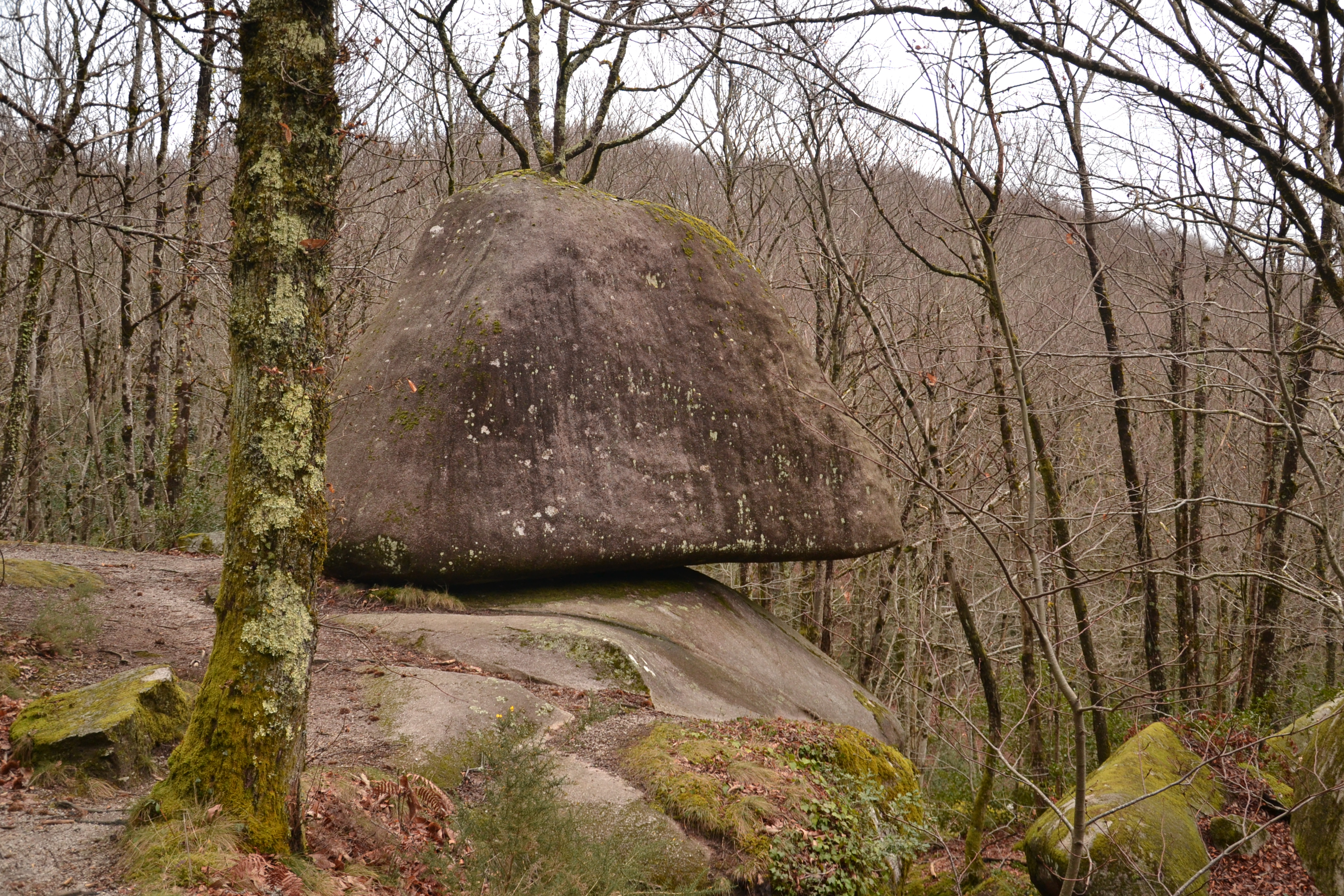
Le chapeau de Napoléon (Chaos de la Balme)

- Église Saint-Salvy de Saint-Salvy-de-la-Balme.
- Rocher tremblant des Sept Faux.

### Personnalités liées à la commune
- Paul Vidal de La Blache (1845-1918), géographe, et son gendre Emmanuel de Martonne (1873-1955), également géographe, sont propriétaires d'une maison dans le hameau Rusquerolles (aujourd'hui Ruscayrolles) situé à l'époque dans la commune de Boissezon.